# Gertrude Orr
Pour les articles homonymes, voir Orr.
Gertrude Orr est une scénariste américaine née le 17 janvier 1891 à Covington, Kentucky (États-Unis), décédée en août 1971 à Washington (États-Unis).

## Filmographie
- 1926 : The Blind Goddess de Victor Fleming
- 1926 : The City de Roy William Neill
- 1926 : Bertha, the Sewing Machine Girl d'Irving Cummings
- 1927 : Singed
- 1927 : Married Alive
- 1927 : The Loves of Carmen
- 1928 : A Woman Against the World
- 1928 : Maman de mon cœur (Mother Machree)
- 1932 : The Silver Lining d'Alan Crosland
- 1934 : Little Men de Phil Rosen
- 1935 : Without Children
- 1936 : The Harvester
- 1936 : Country Gentlemen
- 1936 : The Mandarin Mystery
- 1938 : Call of the Yukon (en)
- 1938 : Slander House